# Blådaknis
Blådaknis (Dacnis cayana) är en fågel i familjen tangaror inom ordningen tättingar.

## Utseende
Blådaknis är en liten och sångarlik tangara med spetsig näbb. Hanen är blå med en smal svart ögonmask, svart strupe och svart rygg. Honan är också karakteristisk, med helt limegrön kropp och mestadels blått huvud.

## Utbredning och systematik
Blådaknis delas in i åtta underarter med följande utbredning:
- Dacnis cayana cayana – östra Colombia till Venezuela, Guyana, norra och centrala Brasilien och Trinidad
- Dacnis cayana ultramarina – sluttningen mot Karibien från nordöstra Honduras till nordvästra Colombia
- Dacnis cayana callaina – västra Costa Rica och västra Panama (Chiriquí)
- Dacnis cayana napaea – tropiska norra Colombia
- Dacnis cayana baudoana – tropiska sydvästra Colombia (Baudó Berg) till västra Ecuador
- Dacnis cayana caerebicolor – centrala Colombia (Cauca och Magdalena-dalarna)
- Dacnis cayana glaucogularis – södra Colombia till östra Ecuador, östra Peru och västra Bolivia
- Dacnis cayana paraguayensis – östra Paraguay östra och södra Brasilien och nordöstra Argentina

## Levnadssätt
Blådaknis hittas i låglänta områden och förberg, i skogar, skogsbryn och ungskog. Den ses vanligen i par eller smågrupper i trädtaket, ofta som en del av kringvandrande artblandade flockar. Födan består av frukt.

## Status och hot
Arten har ett stort utbredningsområde, men tros minska i antal, dock inte tillräckligt kraftigt för att den ska betraktas som hotad. Internationella naturvårdsunionen IUCN listar arten som livskraftig (LC). Beståndet uppskattas till i storleksordningen 50 miljoner vuxna individer.

## Bilder

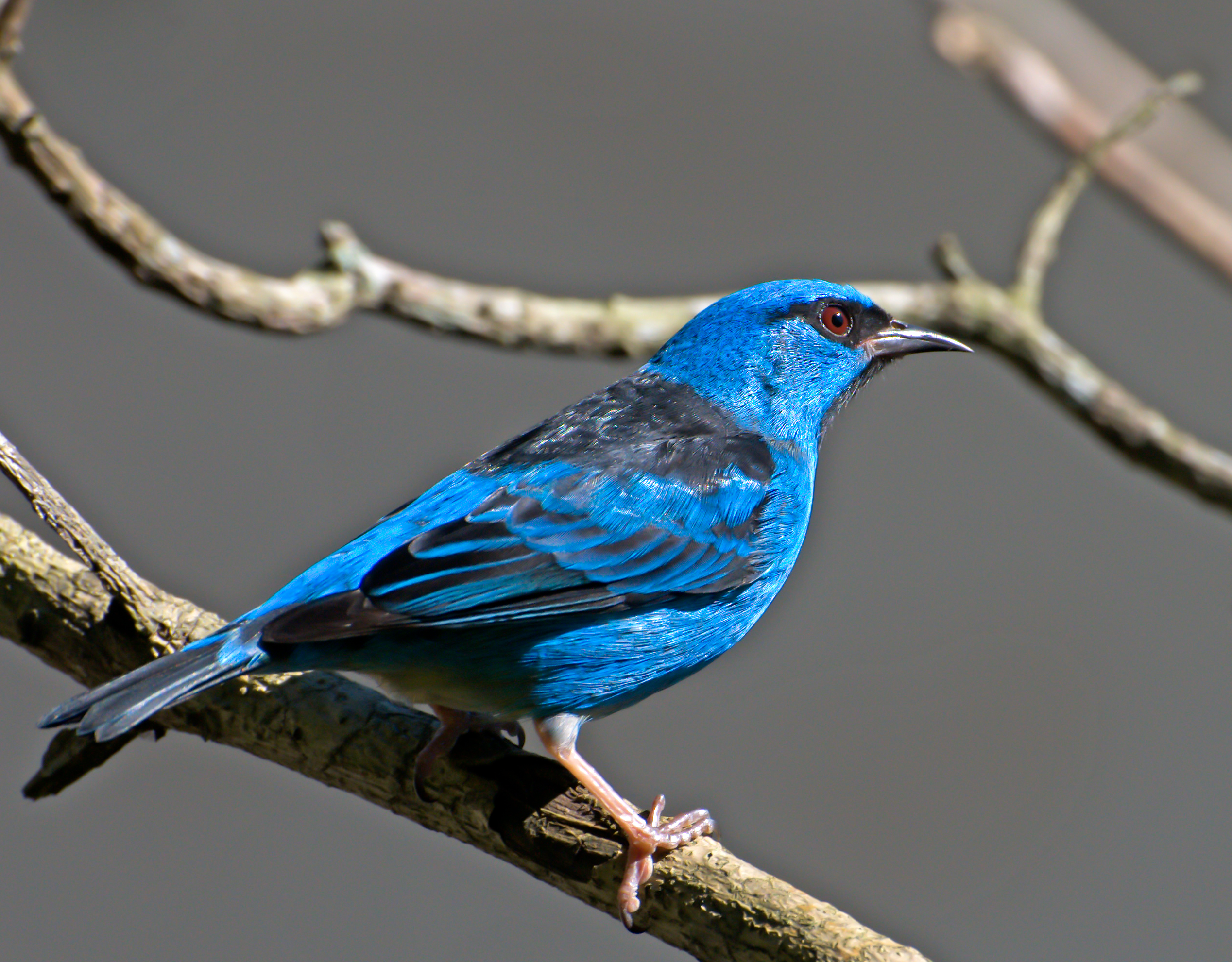
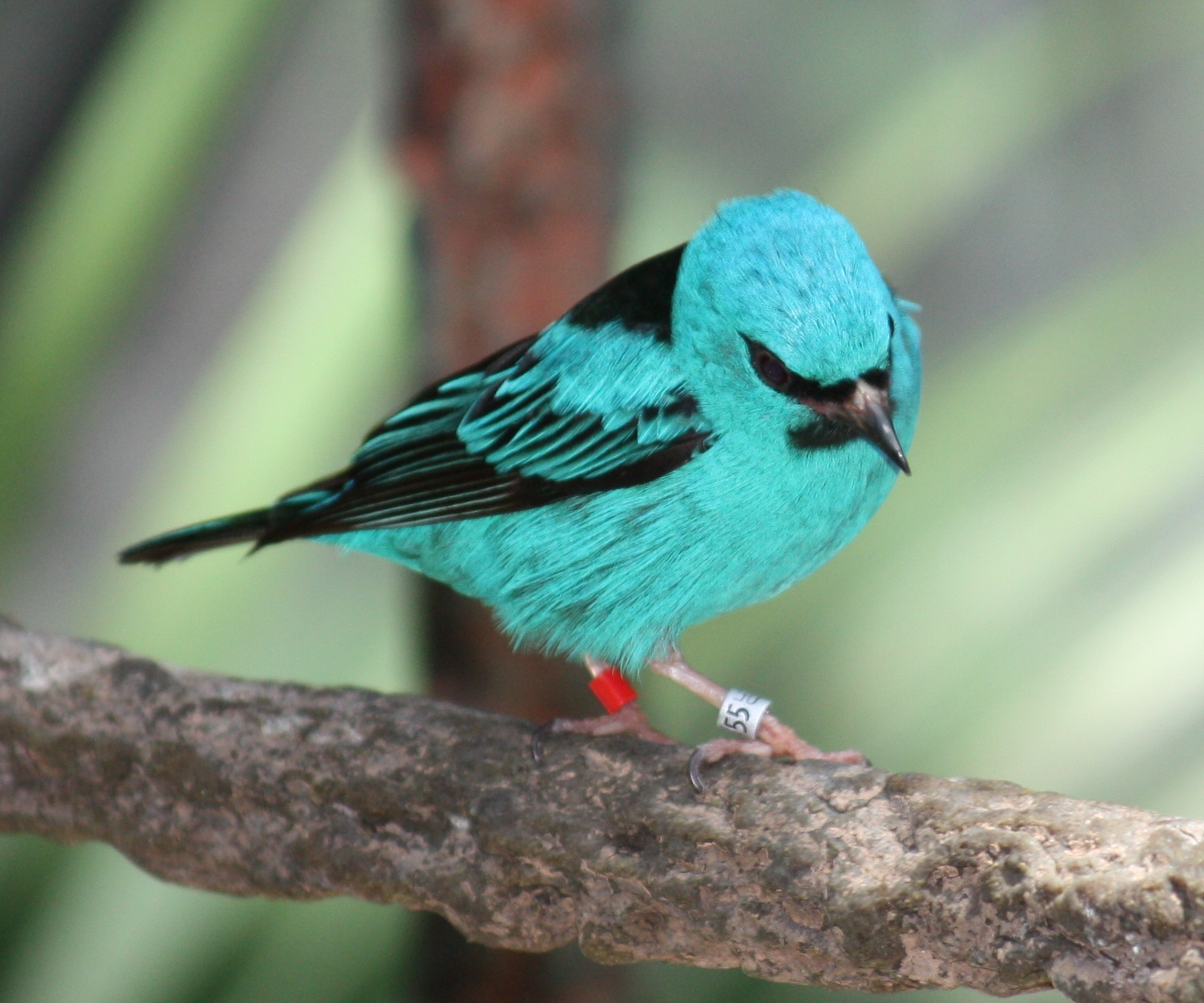
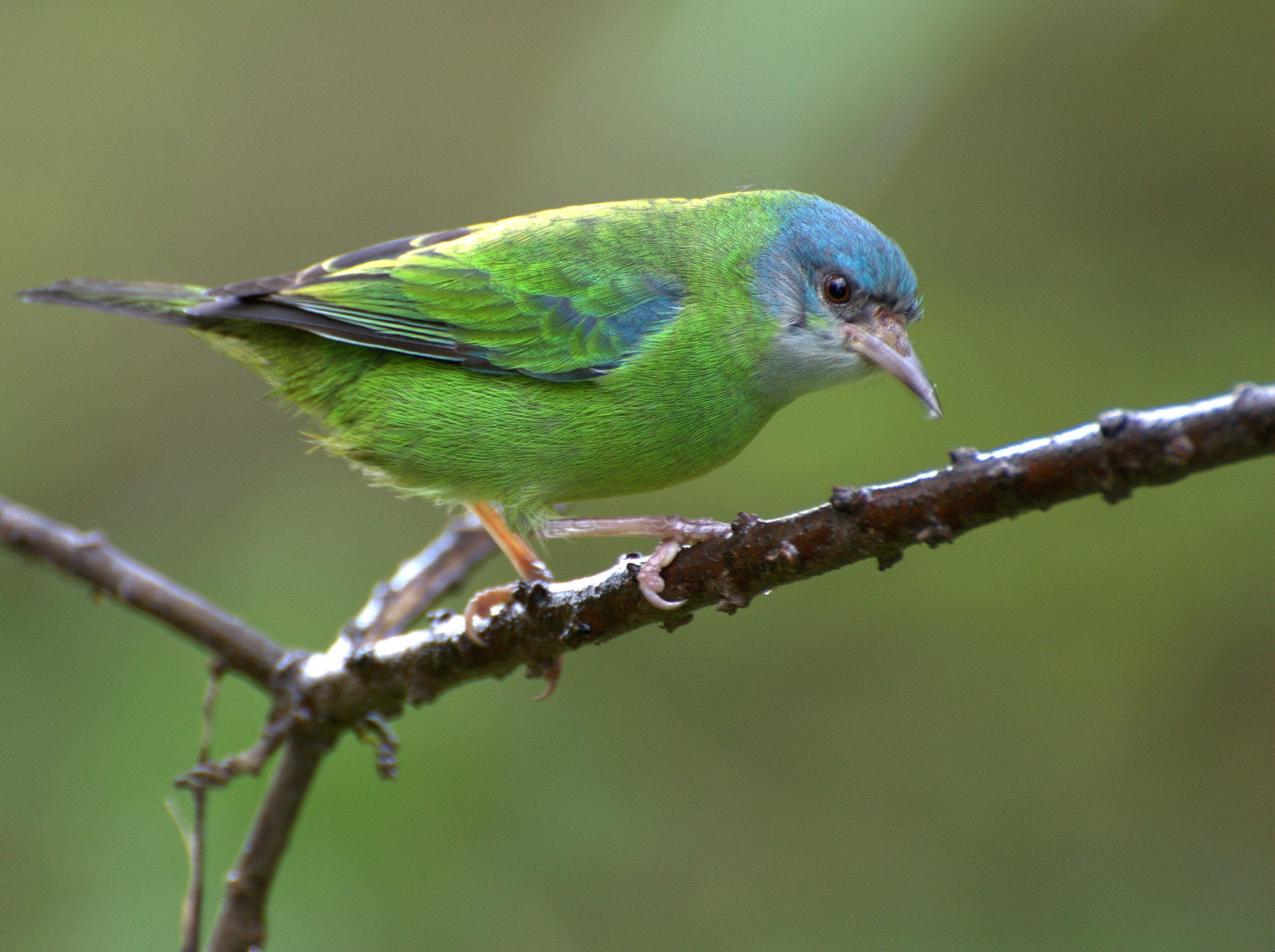
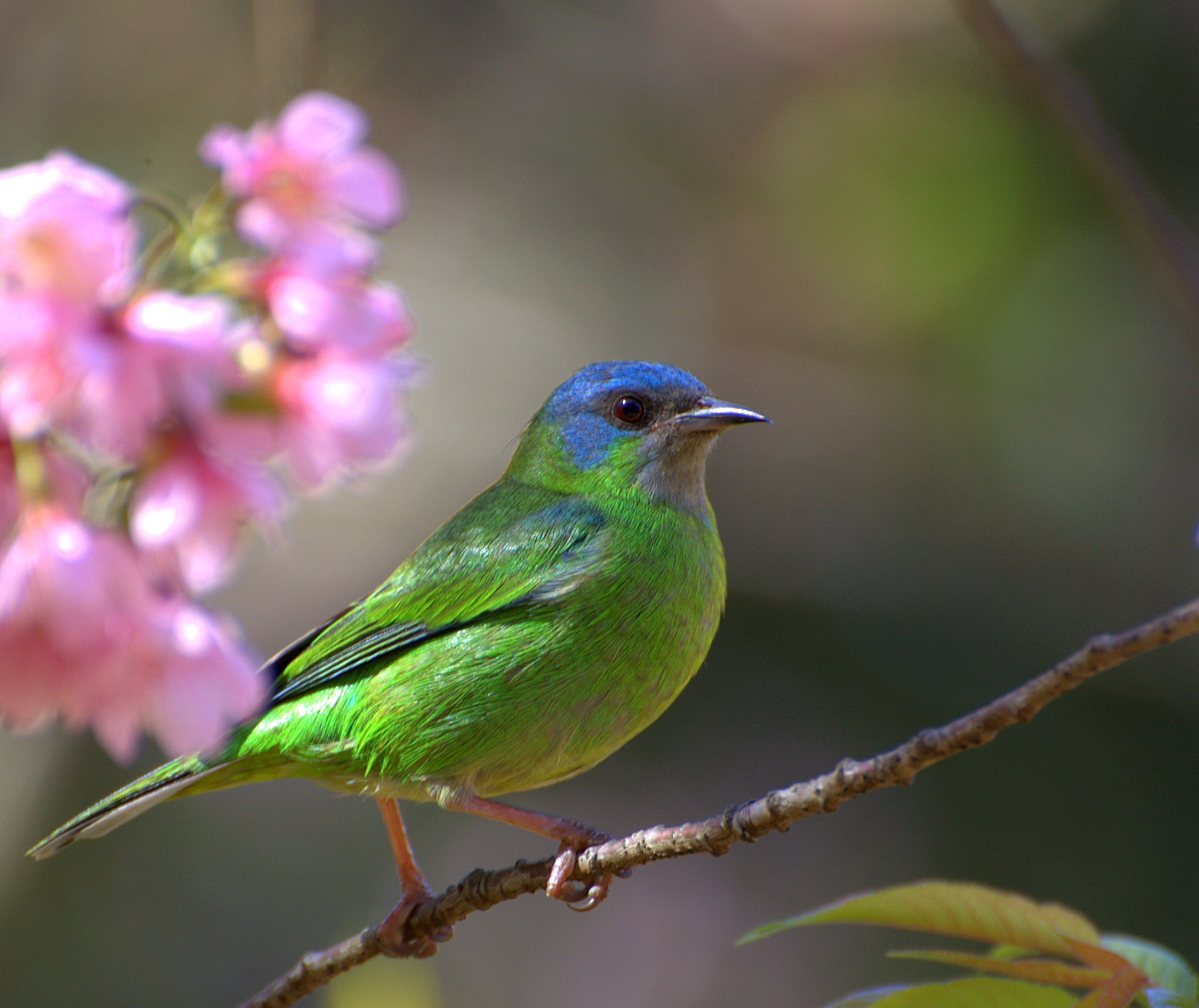
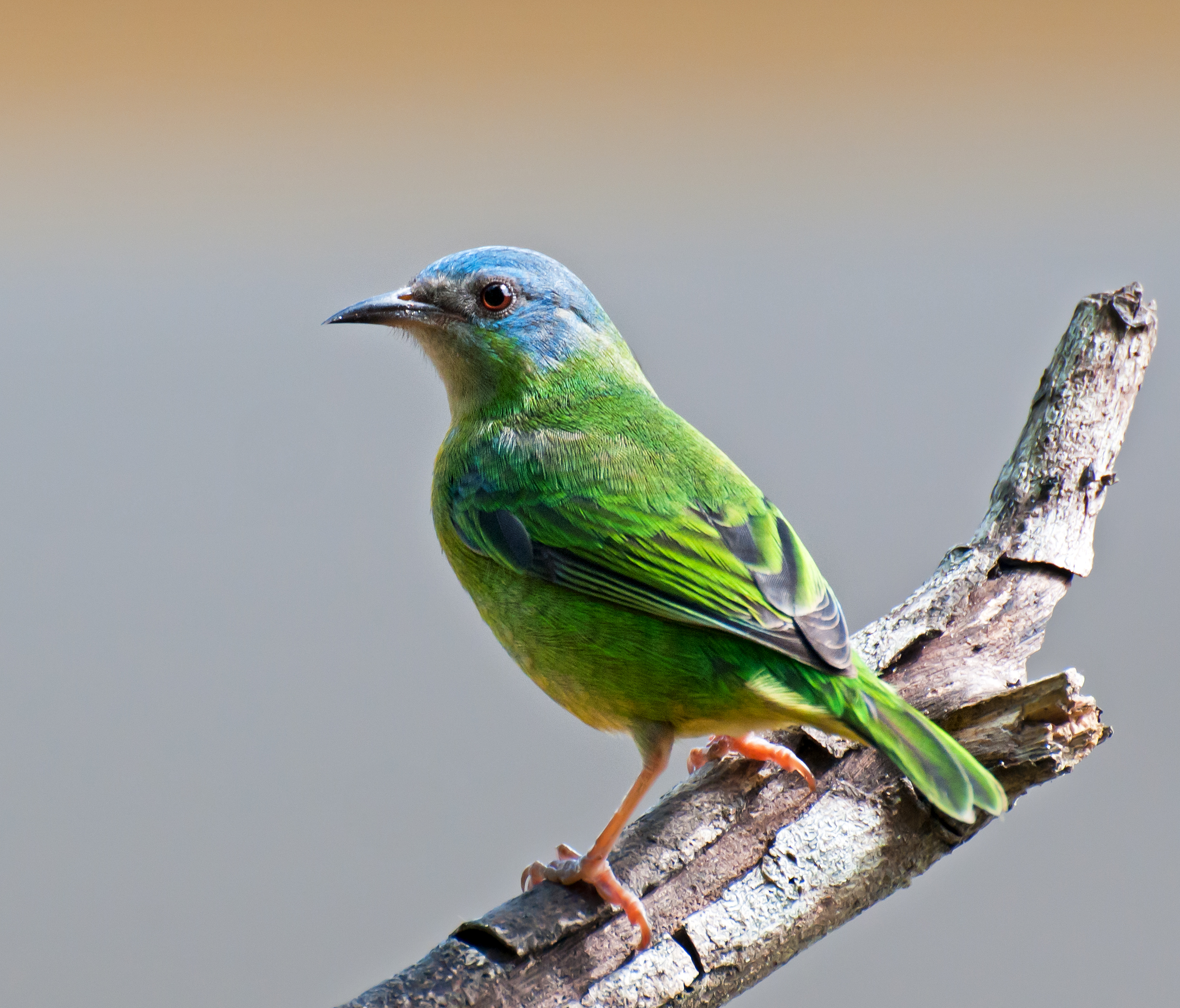
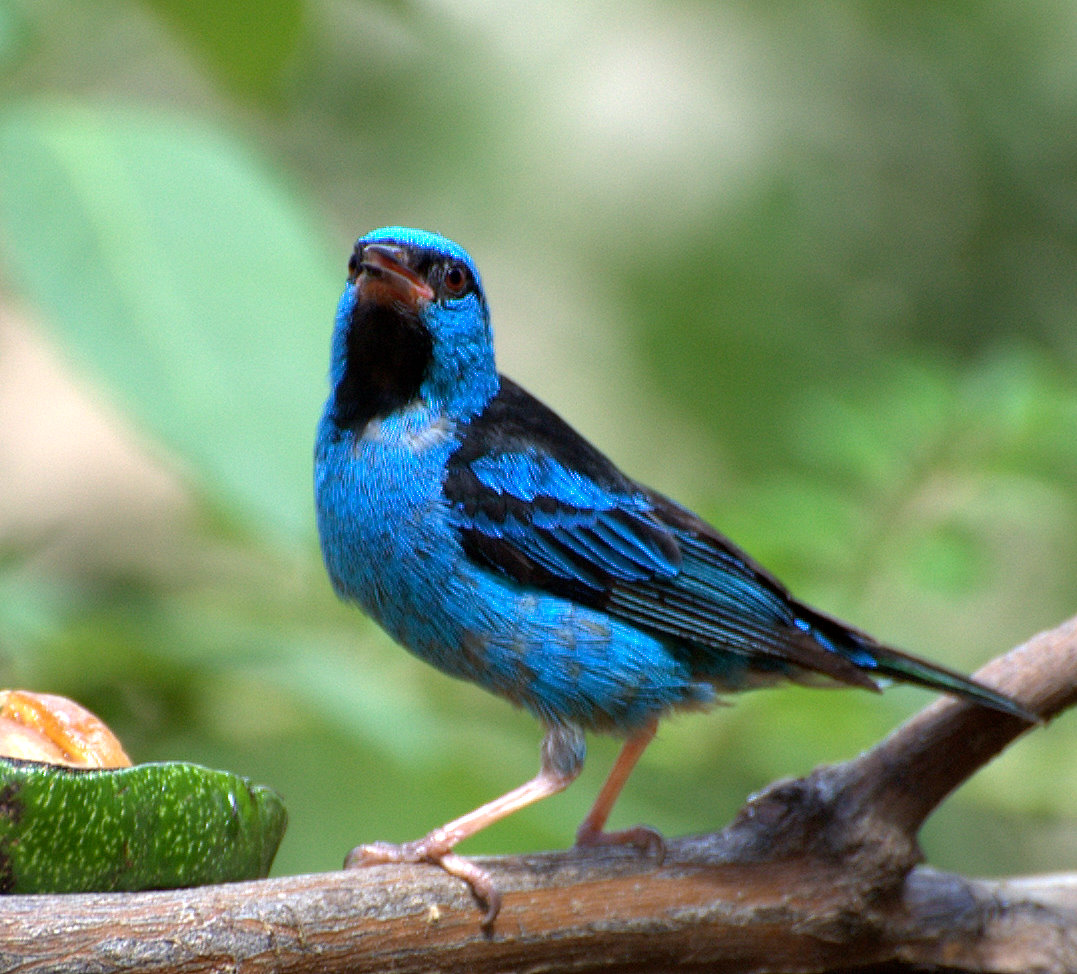